# Light Yagami

Notes śmierci, którym posługuje się Light, działając jako Kira.

Light Yagami (jap. 夜神 月 Yagami Raito) – postać fikcyjna, protagonista mangi oraz anime Death Note. W anime głosu użycza mu seiyū Mamoru Miyano. Koncepcja postaci została stworzona przez Takeshiego Obatę i autora ukrywającego się pod pseudonimem Tsugumi Ōba.

## Opis postaci
Light Yagami, który występuje pod pseudonimem Kira (jap. キラ Kira), urodził się 28 lutego 1986. Zdaniem autora mangi, Ōby, Light mógłby stać się jednym z najlepszych szefów policyjnych na świecie. Według niego bohater ma diaboliczny charakter. Zyskując Notes Śmierci, Yagami zaczął uważać siebie za boga, który ma zmienić świat. Jest on osobą decyzyjną i obdarzoną niezwykłymi zdolnościami analitycznymi. Zdaniem autora wrodzony talent i inteligencja Lighta dorównują L.
Rodzicami Lighta są Sōichirō i Sachiko Yagami. Pewnego dnia, będąc w szkole, Light zauważa spadający z nieba zeszyt. Kiedy go podnosi zauważa, że jest on zatytułowany „Notes Śmierci” i, zgodnie z zawartą tam instrukcją, może służyć do zabijania ludzi, o ile zna się ich nazwisko i twarz. Początkowo chłopak nie chce wierzyć w takie działanie Notesu, jednak widząc próbę gwałtu na przypadkowej kobiecie, postanawia go użyć. Wykorzystując Notatnik do zabijania przestępców, Light postanawia zostać „bogiem nowego świata”. Wkrótce potem przybywa do niego shinigami Ryūk, który odtąd towarzyszy mu przez cały czas. Wkrótce potem Yagami uzyskuje pseudonim Kira (co pochodzi od ang. killer), a do walki z nim przystępuje Interpol, pod wodzą tajemniczego detektywa, który posługuje się inicjałem – L. Jako syn szefa policji, Sōichirō Yagamiego, Light ma niemal nieskrępowany dostęp do informacji policyjnych o przestępcach. W pewnym momencie Ryūk składa chłopakowi propozycję wymiany oczu shinigami – w zamian za połowę pozostałego życia, Light będzie mógł poznać nazwisko osoby widząc jej twarz; jednak chłopak odrzuca propozycję. Kiedy Yagami bierze udział w egzaminach wstępnych na Uniwersytet Tokijski, po raz pierwszy spotyka L, który od razu wyjawia mu swoją tożsamość. Następnie dzieli się z Lightem swoimi podejrzeniami wobec niego, jednocześnie prosząc by pomógł on w śledztwie. Pomimo tej prośby, Light od samego początku był pierwszym i jedynym podejrzanym detektywa. Wkrótce potem pojawia się fałszywy Kira, którym okazuje się być modelka Misa Amane. Okazuje się, że żywi ona podziw dla Kiry (za zabicie mordercy jej rodziców), a jednocześnie jest zakochana w Yagamim. Light stara się wykorzystać dziewczynę do zabicia L. Kiedy Misa zostaje aresztowana jako podejrzana o bycie drugim Kirą, a podejrzenia wobec Lighta nasilają się, chłopak dobrowolnie daje się uwięzić, a następnie zrzeka się praw do swojego Notatnika i traci wszelkie wspomnienia z nim związane. Wobec takiego obrotu zdarzeń, grupa śledcza odkrywa, że trzecim Kirą jest członek korporacji Yotsuba i dzięki pomysłowi Yagamiego udaje się im ustalić, że jest nim Kyōsuke Higuchi. Kiedy udaje się go złapać, jego Notes Śmierci ponownie znajduje się w rękach Lighta, który odzyskuje wszystkie wspomnienia, tak jak zaplanował. Wkrótce potem, knuje intrygę, dzięki której zmusza shinigami Rem do zabicia L oraz Watariego, poprzez wpisanie ich imion do Notesu Śmierci.
Pięć lat po śmierci detektywa, Light wstępuje do policji i oficjalnie przejmuje przywództwo w grupie dochodzeniowo-śledczej ws. Kiry (jako następca L). Wkrótce potem kontaktuje się z nim tajemniczy Near, twierdząc, że wie o śmierci L i deklarując pomoc w odkryciu tożsamości Kiry. Jednocześnie siostra Yagamiego, Sayu zostaje porwana przez Mello. Będąc zmuszony do oddania Notesu Śmierci, Light rozważa zabicie swojej siostry, ostatecznie rezygnując z tego pomysłu. Następnie ponownie zrzeka się praw do posiadania Notesu, zachowując jednak drugi z nich, aby nie stracić wspomnień. Po śmierci Sōichirō Yagamiego, Near informuje japońską grupę śledczą, że Light jest jego głównym podejrzanym o bycie Kirą. Podczas ostatecznej konfrontacji, grupy Yagamiego i SPK, przy której obecny jest także czwarty Kira Teru Mikami, Near przedstawia dowody, na to że Light od samego początku był posiadaczem Notesu Śmierci i że to on jest pierwszym Kirą. Kompletnie zdezorientowany Light usiłuje wpisać imiona obecnych na konfrontacji, na skrawek Notatnika ukryty w zegarku, jednak zostaje postrzelony przez Matsudę. Ciężko ranny ucieka, jednak Ryuk zapisuje jego imię w swoim Notesie Śmierci. Light Yagami umiera 28 stycznia 2010.

## Odbiór
Opiniotwórczy serwis IGN umieścił Lighta na 18. miejscu wśród 25 najlepszych bohaterów anime wszech czasów. Pięć lat później został uplasowany na siódmym miejscu. Ten sam serwis zawarł opinię, według której Light bezsprzecznie wykazuje osobowość socjopatyczną.
Jest często opisywany jako antybohater, a czasem jako protagonista złoczyńca.
Postać Yagamiego została sportretowana także w filmach pełnometrażowych Death Note: Notatnik śmierci, Death Note: Ostatnie imię oraz L: Change the World – w jego rolę wcielił się tam Tatsuya Fujiwara.